# Angelo Pezzana (storico)
Angelo Pezzana (Parma, 17 febbraio 1772 – Parma, 20 maggio 1862) è stato uno storico, bibliotecario, filologo ed erudito italiano.

## Biografia
Il padre Giuseppe era anch'egli uno storiografo e bibliotecario, tra i principali redattori della Gazzetta di Parma dal 1764 al 1771. Amico del ministro du Tillot e del bibliotecario Paolo Maria Paciaudi, dopo l'allontanamento del du Tillot cadde in disgrazia e venne fatto oggetto di persecuzioni, per cui abbandonò Parma e si rifugiò in Francia. Il compito di educare il figlio Angelo restò alla sola madre Teresa Droghi, che gli fece frequentare le scuole pubbliche fino all'Università, dove si laureò all'età di 23 anni in «ragion civile e canonica», equivalente all'odierna giurisprudenza.
Per alcuni anni esercitò l'avvocatura, ma nel 1804, sentendosi più attratto dalla letteratura, accettò un incarico di bibliotecario nella Biblioteca Palatina. Nel 1807 venne nominato Conservatore dell'Archivio Farnesiano, ma poco tempo dopo rinunciò all'incarico in favore dell'insigne paleografo Tommaso Gasparotti. Dal 1811 al 1812 fu direttore della Gazzetta di Parma, che in quegli anni si chiamava Giornale del Taro.
Dopo la caduta del governo francese e la restaurazione del ducato di Parma e Piacenza, nel 1819 la duchessa Maria Luigia d'Austria lo nominò storiografo di corte e professore di storia all'Università di Parma, e più tardi professore onorario di filologia e storia, direttore della biblioteca ducale e conservatore del collegio Lalatta (che poì diverrà il collegio Maria Luigia). Il Pezzana ampliò e arricchì la biblioteca di numerosi e importanti acquisti, portandola al livello delle più importanti biblioteche italiane ed europee .
Scrisse molte importanti opere, tra cui due volumi di "Giunte e correzioni" dell'opera di Ireneo Affò Scrittori e letterati parmigiani, e una monumentale Storia di Parma in cinque volumi (dal 1375 al 1500), che continua quella dell'Affò ed è considerata la maggior fonte di informazioni sulla storia di Parma di tale periodo. Fu tra i fondatori nel 1854 della Società storica. Quando nel 1860 la Società storica si trasformò in Deputazione di storia patria, il Pezzana ne assunse la presidenza, che tenne fino alla morte.
A Parma gli è intitolata una via del centro storico che collega borgo al Collegio Maria Luigia a borgo Lalatta.